# Calliophis bibroni
Espèce
Synonymes
- Elaps bibroni Jan, 1858
- Elaps cerasinus Beddome, 1864
- Callophis cerasinus (Beddome, 1867)

Statut de conservation UICN

 LC  : Préoccupation mineure
Calliophis bibroni, la Calliophide de Bibron est une espèce de serpents de la famille des Elapidae.

## Répartition
Cette espèce est endémique d'Inde. Elle se rencontre au Karnataka, au Kerala et au Tamil Nadu. 

## Étymologie
Cette espèce est nommée en l'honneur de Gabriel Bibron. 

## Publication originale
- Jan, 1858 : Plan d'une iconographie descriptive des ophidiens et description sommaire de nouvelles espèces de serpents. Revue et Magasin de Zoologie Pure et Appliquée, Paris, ser. 2, vol. 10, p. 438-449 & 514-527 (texte intégral).